# Консекратор
Консектор (лат. Consecrator) — в Римо-католицькій Церкві, призначений єпископ, який збирається висвячувати священника в сан єпископа (тобто, у третій вищий ступінь священства). Цей термін часто використовується в церкві Східного обряду та в англіканській спільноті.
Термін «головний консекратор» використовується для позначення провідного єпископа, який висвячує нового єпископа. «основним співконсекратором» є єпископ, який допомогає головному консекратору в хіротонії нового єпископа.
Насправді для висвячення священника в єпископський сан необхідний лише один єпископ. Юридично висвячений єпископ потребує папського мандату та допомоги принаймні двох співконсекраторів або «основних співконсекраторів».
Для висвячення діоцезального єпископа головним консекратором, як правило, є його митрополит-архієпископ, якому допомагають два інших єпископи. Попри те, що на єпископській хіротонії часто присутні інші єпископи, їх позначають як співконсекраторів і, як правило, не відображають у жодних документах, які підтверджують зведення нового єпископа. Після того, як нового дієцезального єпископа висвячено, його слід інтронізувати як єпископа своєї єпархії під час служби або пізніше.